# Clustered file system
Um clustered file system (em português, sistem de arquivos em cluster) é um sistema de arquivos que é compartilhado por ser simultaneamente montado em vários servidores. Há várias abordagens para clusterização, a maioria delas não emprega um sistema de arquivos em cluster (apenas armazenamento conectado diretamente para cada nó). Sistemas de arquivos em cluster podem fornecer recursos como endereçamento independente de localização e redundancia que aumenta a confiabilidade ou reduz a complexidade das outras partes do cluster. Sistemas de arquivos paralelos são um tipo de sistema de arquivos em cluster que espalham os dados por meio de vários nós de armazenamento, normalmente para redundancia ou desempenho.

## Sistemas de arquivos distribuídos
Sistemas de arquivos distribuídos não compartilham acesso de nível de bloco para o mesmo armazenamento (storage) mas usam um protocolo de rede. Estas são conhecidas normalmente como sistemas de arquivos em rede, mesmo que eles não sejam os únicos sistemas de arquivos que usam a rede para enviar dados. Sistemas de arquivos distribuídos podem restringir acessos ao sistema de arquivos dependendo das capacidades ou listas de acesso nos servidores e clientes, dependendo de como o protocolo é projetado.
A diferença entre um sistema de arquivos distribuído e um armazenamento de dados distribuído é que um sistema de arquivos distribuído permite que arquivos sejam acessados usando as mesmas interfaces e semanticas que arquivos locais - por exemplo, montagem/desmontagem, listagem de diretórios, leitura/escrita em limites de bytes, modelo de permissões nativas do sistema. Armazenamentos de dados distribuídos, em contraste, requerem o uso de uma API ou biblioteca diferente e possuem semânticas diferentes (na maioria das vezes aquelas de um banco de dados).
Um sistema de arquivos distribuído também pode ser criado por meio de software que implemente a Distributed Data Management Architecture (DDM), em português Arquitetura de Gerenciamento de Dados Distribuídos, em que os programas que são executados em um computador usam interfaces e semânticas locais para criar, gerenciar e acessar arquivos localizados em outros computadores em rede. Todas essas requisições de cliente são presas e convertidas em mensagens equivalentes definidas pela DDM. Utilizando-se protocolos também definidos pela DDM, essas mensagens são transmitidas para o computador remoto especificado o qual um programa servidor DDM interpreta as mensagens e usa as interfaces do sistema de arquivo daquele computador para localizar e interagir com o arquivo especificado.